# Сангъмън (окръг, Илинойс)
Окръг Сангъмън (на английски: Sangamon County) е окръг в щата Илинойс, Съединени американски щати. Площта му е 2271 km², а населението - 188 951 души (2000). Административен център е град Спрингфийлд.